# Salvatore Gristina
Salvatore Gristina (ur. 23 czerwca 1946 w Sciarze) – włoski duchowny katolicki, arcybiskup Katanii w latach 2002–2022.

## Życiorys
Święcenia kapłańskie otrzymał 17 maja 1970 z rąk Pawła VI. W 1973 rozpoczął przygotowanie do służby dyplomatycznej na Papieskiej Akademii Kościelnej. W latach 1976–1984 pracował w dyplomacji watykańskiej. Od 1988 wikariusz generalny archidiecezji Palermo.

## Episkopat
16 lipca 1992 papież Jan Paweł II mianował go biskupem pomocniczym archidiecezji Palermo, ze stolicą tytularną Musti in Numidia. Sakry biskupiej udzielił mu 3 października 1992 ówczesny arcybiskup Palermo – kard. Salvatore Pappalardo.
23 stycznia 1999 został biskupem Acireale.
6 czerwca 2002 papież mianował go arcybiskupem Katanii.
8 stycznia 2022 papież Franciszek przyjął jego rezygnację z pełnionej funkcji.